# Baie de Saint-Brieuc - Est
Baie de Saint-Brieuc - Est este o arie protejată (sit de importanță comunitară — SCI) din Franța întinsă pe o suprafață de 14.372 ha, din care 97 % marine.

## Localizare
Centrul sitului Baie de Saint-Brieuc - Est este situat la coordonatele 48°31′55″N 2°38′58″W / 48.53194°N 2.64944°V.

## Înființare
Situl Baie de Saint-Brieuc - Est a fost declarat arie specială de conservare în baza directivei 92/43 din 1992 referitoare la conservarea habitatelor naturale și a faunei și florei sălbatice pentru a proteja 2 specii de plante și 15 specii de animale.

## Biodiversitate
Situată în ecoregiunea atlantică, aria protejată conține 24 de habitate naturale: Lacuri eutrofice naturale cu vegetație de tip Magnopotamion sau Hydrocharition, Dune mobile de-a lungul țărmului cu Ammophila arenaria („dune albe”), Dune împădurite din regiunile atlantică, continentală și boreală, Depresiuni intradunale umede, Ape stătătoare oligotrofe până la mezotrofe, cu vegetație de Littorelletea uniflorae și/sau de Isoëto-Nanojuncetea, Lagune de coastă, Golfuri mici largi și golfuri puțin adânci, Peșteri marine scufundate complet sau parțial, Păduri de fag acidofile atlantice, cu subarboret de Ilex și, uneori, de asemenea, Taxus, la nivelul arbuștilor (Quercion robori-petraeae sau Ilici-Fagenion), Vegetație perenă pe țărmurile stâncoase, Salicornia și alte specii anuale care populează regiunile mlăștinoase și nisipoase, Păduri pe pante, grohotișuri și ravene de Tilio-Acerion, Tufărișuri halofile mediteraneene și termo-atlantice (Sarcocornetea fruticosi), Dune de coastă fixe cu vegetație erbacee („dune gri”), Bancuri de nisip acoperite în permanență slab de apă marină, Estuare, Recifuri, Pajiștile Spartina (Spartinion maritimae), Terase mlăștinoase și terase nisipoase neacoperite de apă la reflux, Vegetație anuală la limita mareei, Faleze cu vegetație de pe coastele atlantice și baltice, Pășuni atlantice udate de apa mării (Glauco-Puccinellietalia maritimae), Dune mobile cu vegetație embrionară, Pajiști uscate europene.
La baza desemnării sitului se află mai multe specii protejate:
- plante (2): Coleanthus subtilis, Rumex rupestris
- mamifere (11): liliac cârn (Barbastella barbastellus), Halichoerus grypus, vidră de râu (Lutra lutra), liliac cu urechi mari (Myotis bechsteinii), liliac cărămiziu (Myotis emarginatus), liliac comun (Myotis myotis), focă obișnuită (Phoca vitulina), marsuin (Phocoena phocoena), liliacul mare cu potcoavă (Rhinolophus ferrumequinum), liliacul mic cu potcoavă (Rhinolophus hipposideros), delfin mare (Tursiops truncatus)
- nevertebrate (1): rădașcă (Lucanus cervus)
- pești (3): Alosa alosa, Alosa fallax, Petromyzon marinus

Pe lângă speciile protejate, pe teritoriul sitului au mai fost identificate 7 specii de plante, 6 specii de păsări, 3 specii de amfibieni, 1 specie de reptile.